# Ophyiulus solitarius
Ophyiulus solitarius är en mångfotingart som beskrevs av H. Bigler 1929. Ophyiulus solitarius ingår i släktet Ophyiulus och familjen kejsardubbelfotingar. Inga underarter finns listade i Catalogue of Life.